# Maribel Martín
María Isabel Martín Martínez, coneguda artísticament com a Maribel Martín (Madrid, 1 de novembre de 1954), és una actriu i productora de cinema espanyola.

## Biografia
Debuta al cinema com a actriu infantil quan encara no ha complert els set anys, intervenint en títols com Tres de la Cruz Roja (1961), La gran familia (1962) o La familia y uno más (1965), totes elles de Fernando Palacios i en les dues últimes interpretant a una de les filles d'Alberto Closas i Amparo Soler Leal en un dels títols més populars de la història del cinema espanyol.
En aquesta època treballa igualment a les ordres de directors com José María Forqué (a Accidente 703, 1962), Luis García Berlanga (Las cuatro verdades, 1962) o Ana Mariscal (El camino, 1963). Compagina la seva activitat cinematogràfica amb incursions en el teatre, participant en l'estrena de El sol en el hormiguero (1966), d'Antonio Gala i amb direcció de José Luis Alonso Mañés.
El seu estil evoluciona a mesura que supera l'adolescència. La seva gran bellesa física adornada amb cert aire de fragilitat i vulnerabilitat la converteixen en la intèrpret adequada per a intervenir en un gènere nou en Espanya, el terror, i despunta en films com La residencia (1969), de Narciso Ibáñez Serrador o La novia ensangrentada (1972), de Vicente Aranda, que compagina amb incursions en comèdia: La cera virgen (1972), novament amb Forqué.
El 1975 va ser la protagonista femenina de la primera pel·lícula de Francisco Rodríguez, La casa grande, pel·lícula que va participar en el 25è Festival Internacional de Cinema de Berlín.
El 1976 va rodar La espada negra, de Francesc Rovira-Beleta, una pel·lícula històrica en la qual interpreta el paper de Isabel la Catòlica en la seva època de joventut.
A partir de la segona meitat dels anys setanta, s'aparta temporalment de la gran pantalla i realitza incursions en teatre (La mala semilla, El sol en el hormiguero) i televisió (Estudio 1; La saga dels Rius, 1976; El juglar y la reina).
Interpreta també llavors a un dels personatges més celebrats de la seva carrera: el de l'abnegada i sofridora Jacinta enfrontada a Fortunata (Ana Belén) per l'amor de Juanito Santa Cruz en l'adaptació de la novel·la de Benito Pérez Galdós Fortunata y Jacinta realitzada per Mario Camus el 1980 per Televisió espanyola.
Posteriorment va actuar a Últimas tardes con Teresa (1984) i a Los santos inocentes (1984), de Mario Camus. En aquells anys funda la productora Ganesh Films junt amb el seu marit, el també actor Julián Mateos i es retira del món de la interpretació el 1989, després de rodar El niño de la luna amb Agustí Villaronga.

## Premis
- Premi del Sindicato Nacional del Espectáculo (1972), per La cera virgen.
- Fotogramas de Plata (1979). Millor intèrpret de televisió per El Juglar y la Reina.